# 湯の町エレジー
湯の町エレジー（ゆのまちエレジー）は、1948年に古賀政男の作曲、近江俊郎の歌唱により大ヒットした流行歌。ギター伴奏による古賀メロディーの代表的な一曲である。

## 解説
本作の作詞：野村俊夫、作曲：古賀政男。ギター伴奏を行っているのは、作曲した古賀政男自身と弟子の古屋雅章（山本丈晴）である。ギターの音色を特徴とする「古賀メロディー」を代表する曲であり、同時に近江俊郎の代表曲ともなり、彼の人気を不動のものにした。しかし、玉置宏によると、当初は霧島昇が歌うのを想定して作られた曲であるとのこと。
近江俊郎はレコーディングの際、歌い出しの低音がうまく出せず、23回のNGを出したというエピソードがある。用意された原盤が最後の1枚になったところでようやくOKをもらった。発売当時、40万枚（または43万枚）という当時としては戦後最高のレコード売上枚数を記録した。
当初、「湯の町ブルース」の曲名で会社から発注されたが、作曲した曲がブルース調にならなかったためタイトルが変更された。
本曲をモチーフとして、1949年5月に東宝が『湯の町悲歌（エレジー）』を近江俊郎の主演で製作・公開した。
本曲に続いて、同じ作詞者・作曲者コンビによるエレジーソング第2弾「シベリヤ・エレジー」が伊藤久男の歌唱でレコーディング・発売された。
また、本曲に続く「湯の町もの」第2弾として同じ作詞者・作曲者・歌手により「湯の町夜曲」が発売され、かなりの売れ行きだった。しかし、それに続いて出された「湯の町物語」はさほどヒットしなかった。
アメリカのヒップホップグループNon Phixionの楽曲「Black Helicopters」は湯の町エレジーをサンプリングした曲である。